# Vehovec
Vehovec je priimek več znanih Slovencev:
- Božo Vehovec (1934-2009), strojnik
- Ivan Vehovec, politik, deželni poslanec
- Jože Vehovec, veteran vojne za Slovenijo
- Majda Vehovec, astronomka
- Matjaž Vehovec, gospodarstvenik
- Miroslav Vehovec (1936–1987), elektronik, univ. prof.
- Rok Vehovec, vaerpolist; 2.= nogometaš? (*2008)
- Sara Vehovec, vodja digitalnega centra Triglav Lab
- Tilen Vehovec (*1993), dvoranski nogometaš